# Phronia longifurca
Phronia longifurca är en tvåvingeart som beskrevs av Mitsuhiro Sasakawa 1994. Phronia longifurca ingår i släktet Phronia och familjen svampmyggor. Inga underarter finns listade i Catalogue of Life.